# Ematurga atomarius
Ematurga atomarius là một loài bướm đêm trong họ Geometridae.